# Зграда мале стражаре
Зграда мале стражаре се налази у непосредној близини комуникационе капије, на самом прилазу Хорнверку, делу компекса Петроварадинске тврђаве.
Мала стражара је грађена у првој половини 18. века, судећи по сачуваним плановима, највероватније пре 1739. године, као масивна, приземна грађевина, са готово квадратном основом. Изворно је имала једну просторију и трем дуж предње стране. Три полукружно обликована лука трема носе масивни зидани ступци. Зграда има четвоводни кров, покривен бибер црепом, који је реконструкцијом за потребе опсерваторијума, адаптиран. Тада је затечена дрвена конструкција замењена новим армиранобетонском и у горњој трећини висине кров је коригован скраћивањем рогова и формирањем отвора за астрономска посматрања.